# Gargara genistae
Gargara genistae är en insektsart som beskrevs av Fabricius 1775. Gargara genistae ingår i släktet Gargara och familjen hornstritar. Inga underarter finns listade i Catalogue of Life.

## Bildgalleri

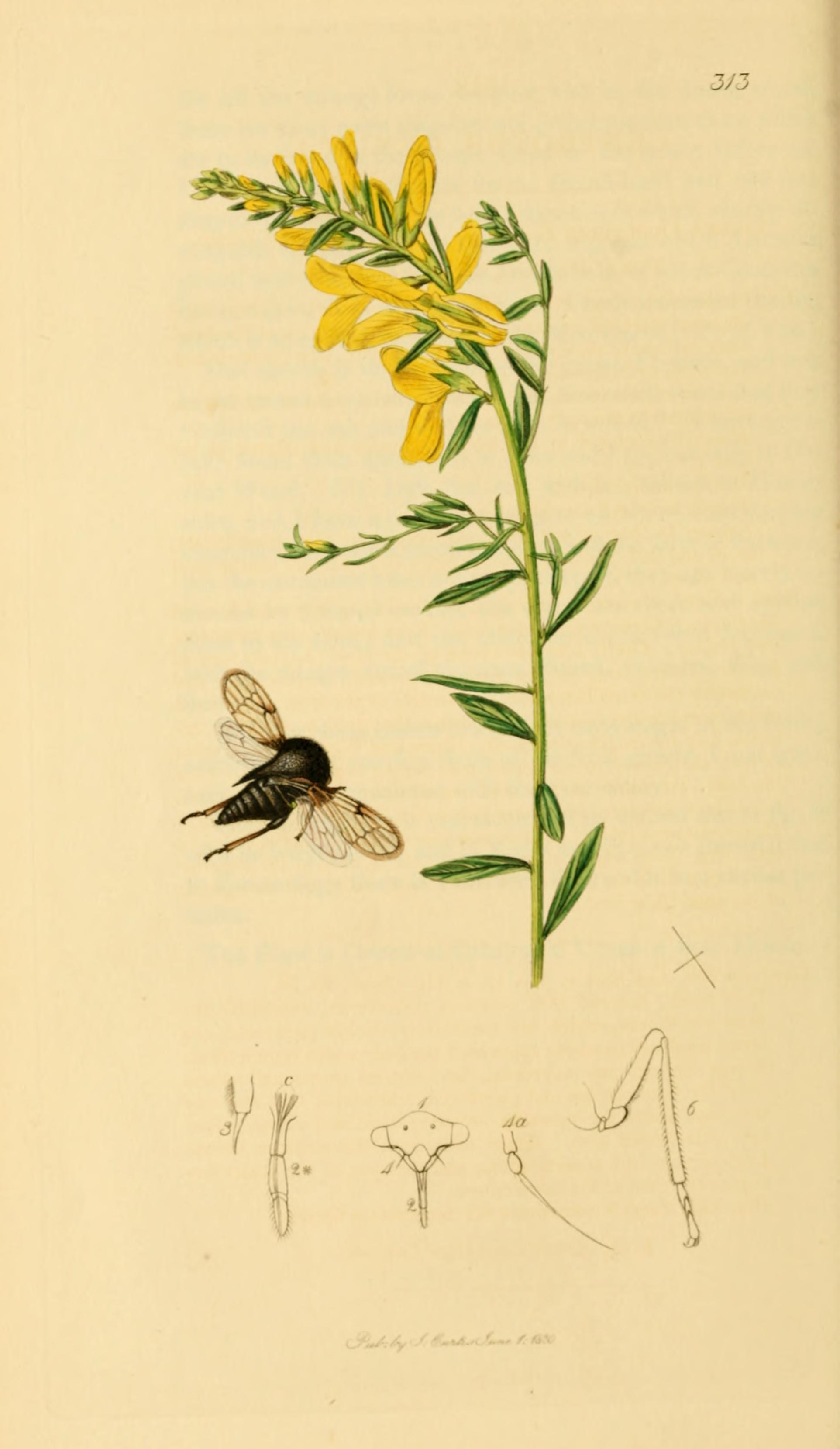
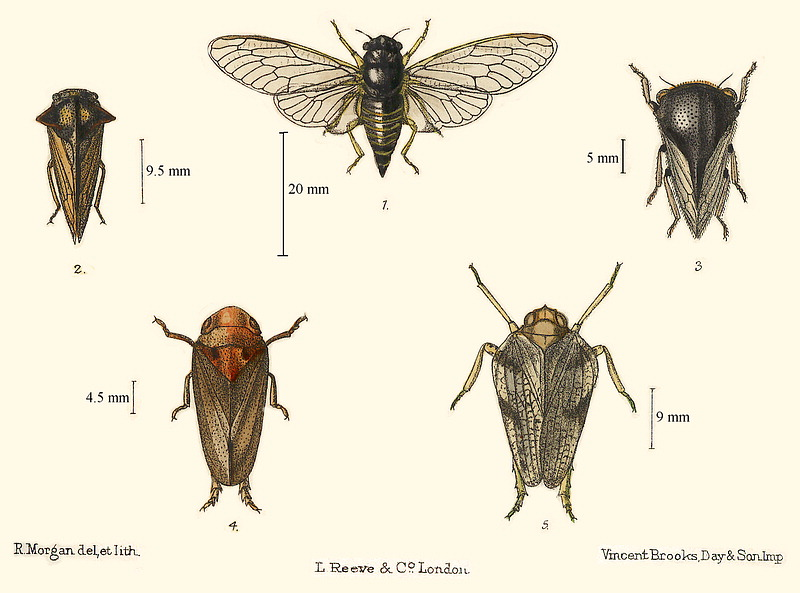
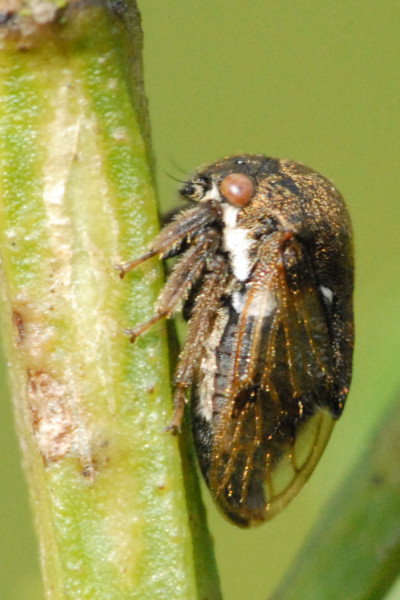
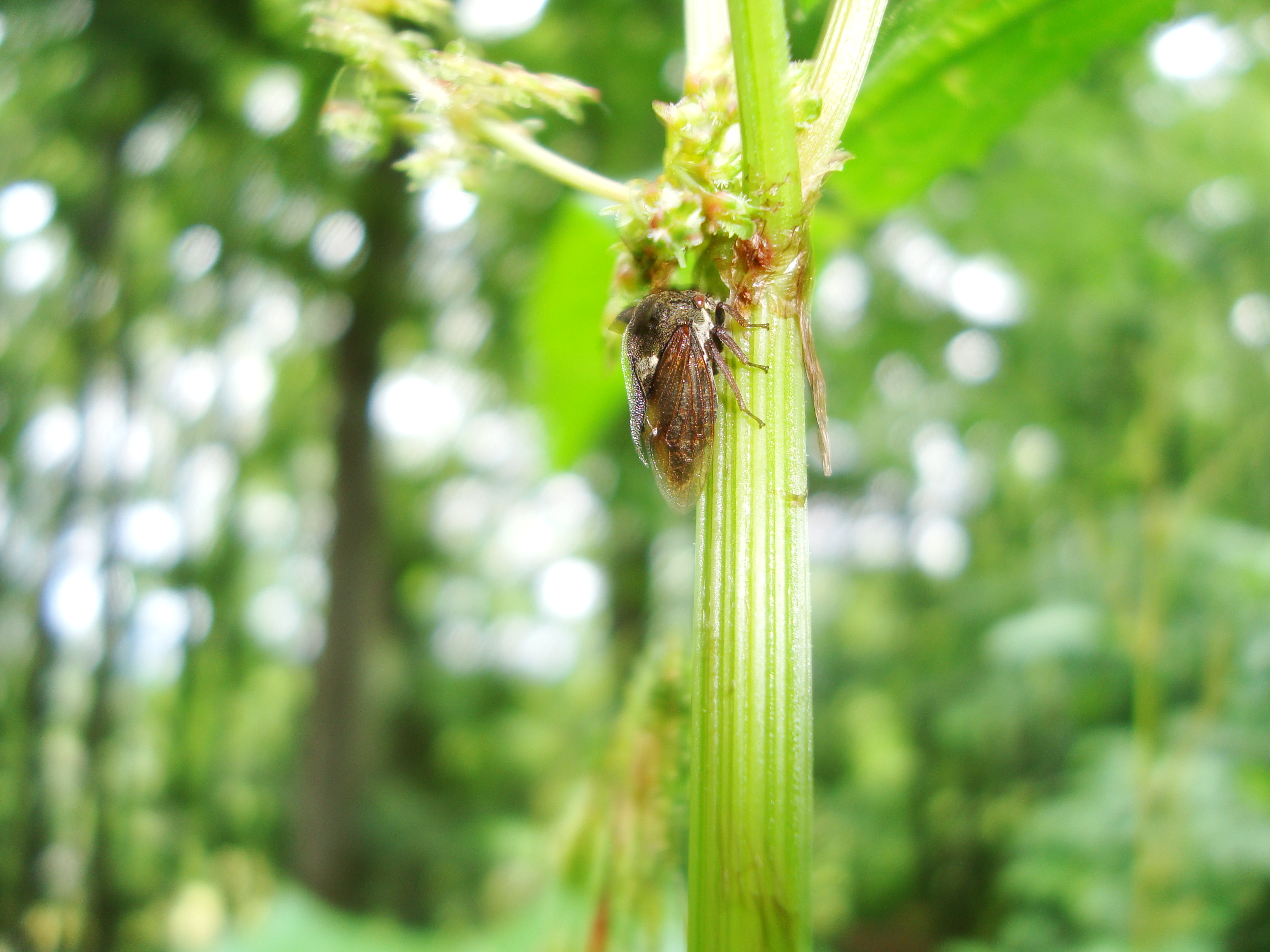